# Systems Tool Kit
System Tool Kit (STK）はAnalytical Graphics、Inc.の物理ベースのソフトウェアパッケージであり、エンジニアや科学者が地上、海、空、宇宙におけるさまざまな解析を実行できる。  STKの中核となるのは、オブジェクト（「アセット」）の時間動的な位置と姿勢、および複雑な同時制約条件の数を指定した関係やアクセスを含む、検討中のオブジェクト間の空間関係を決定するためのジオメトリエンジンである。これにより複雑な軌道計算などが可能になる。 
STKは、市販ソフトウェアツールとして1989年から開発されている。
もともとは地球周回衛星の問題を解決するために作成されたが、現在は宇宙産業のみならず防衛産業や航空機にも利用が広がっている。
STKは、世界中の政府、商業、および防衛企業で使用されている。 AGIのクライアントには、NASA、ESA、CNES、DLR、ボーイング、JAXA、ISRO、ロッキードマーティン、ノースロップグラマン、エアバス、DoD、Civil Air Patrolなどの組織がある。
同種のオープンソースソフトウェアにはNASAが開発したGMATがある。こちらも複雑な軌道計算などが可能だがあくまで適用範囲は宇宙限定である。